# Trevor Noah

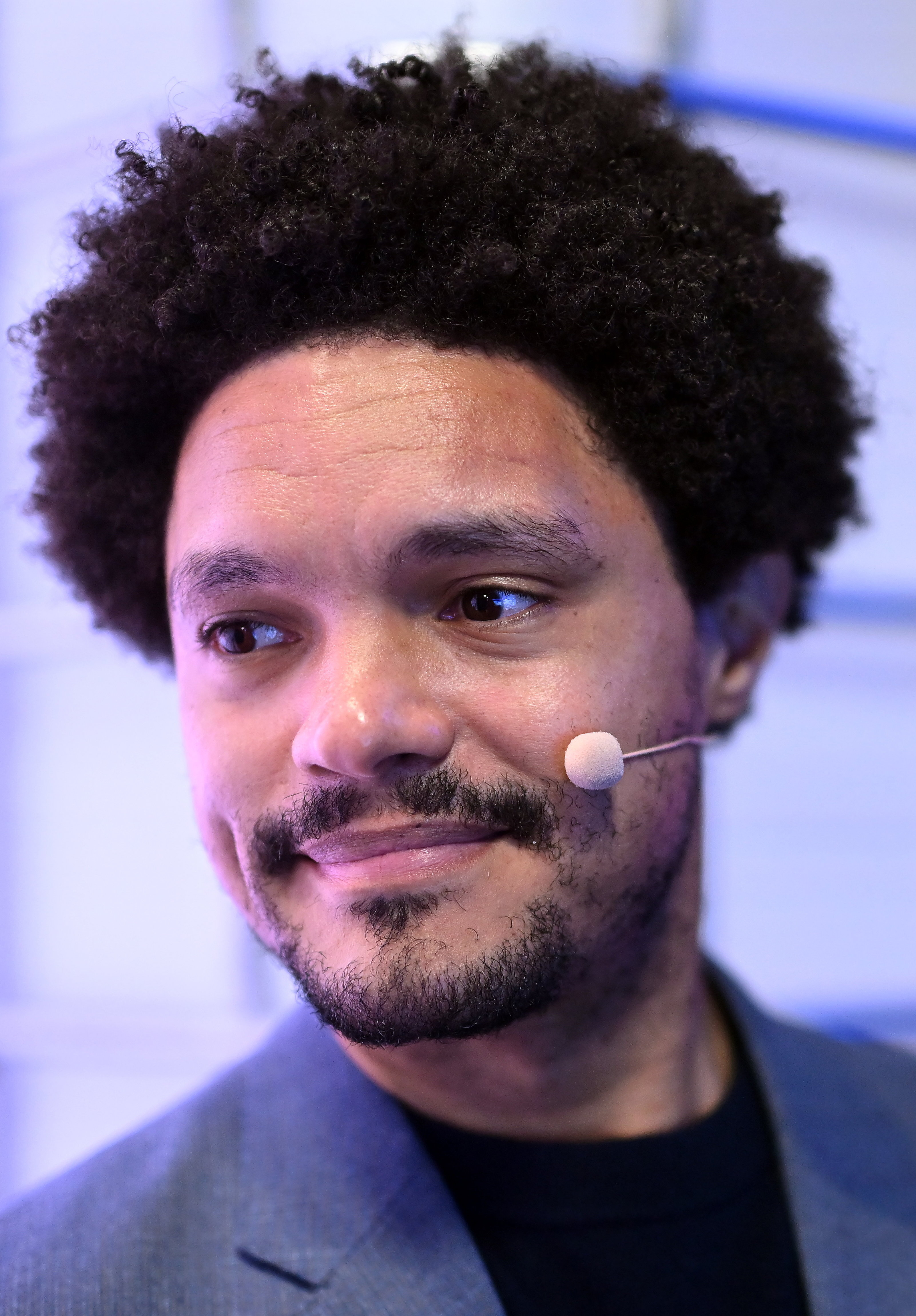
Trevor Noah (2024)

Trevor Noah (* 20. Februar 1984 in Johannesburg) ist ein südafrikanischer Kabarettist, Moderator und Schauspieler. Von September 2015 bis Dezember 2022 war er Gastgeber der Daily Show des US-amerikanischen Fernsehsenders Comedy Central als Nachfolger von Jon Stewart.
2016 schrieb er seine Autobiografie Farbenblind, die auf seine Kindheit und Jugend während der Apartheid zurückblickt.

## Leben und Karriere
Noah wurde als Sohn von Patricia Nombuyiselo Noah, einer südafrikanischen Xhosa, und Robert, einem eingewanderten Deutschschweizer, in Johannesburg geboren. Die Beziehung seiner Eltern war wegen der damals in Südafrika geltenden Apartheidsgesetze verboten. Noahs Mutter arbeitete in der Stadt und sein Vater durfte nicht mit ihm gesehen werden. Als illegal geborenes Kind lebte er in den ersten Jahren für mehrere Wochen bei seiner Großmutter in Orlando, einem Township in Soweto. Nach der Abschaffung der Apartheid holte ihn seine Mutter zurück nach Johannesburg. Im Januar 1990 wurde er in der katholischen Maryvale Primary School eingeschult.
Noah begann seine Karriere 2002 als Schauspieler der südafrikanischen Seifenoper Isidingo. Später arbeitete er als Radio- und Fernsehmoderator mit einer eigenen Late-Night-Show, bis er seine Arbeit als Komiker in den Mittelpunkt stellte. Die Hauptthemen in Noahs Auftritten waren seine Kindheitserlebnisse, das Leben im Township sowie seine interkulturellen Erfahrungen.
2011 zog Noah in die USA. Es folgten erste Auftritte im US-Fernsehen: 2012 in der Tonight Show with Jay Leno und 2013 in der Late Show with David Letterman. Noah war der erste südafrikanische Stand-up-Comedian, der in den beiden Formaten der US-Late-Night auftrat. Ab Ende 2014 arbeitete er als wiederkehrender Korrespondent der Daily Show with Jon Stewart. Ab September 2015 moderierte er als Stewarts Nachfolger diese Sendung unter dem Namen The Daily Show with Trevor Noah. Am 30. September 2022 verkündete er in seiner Show, dass er nach sieben Jahren als Host der Daily Show als Gastgeber aufhören werde. Er vermisse das Tour-Leben, das Lernen von anderen Sprachen, das „überall sein, alles machen“. Seine letzte Sendung wurde am 8. Dezember 2022 ausgestrahlt. In dieser verabschiedete er sich mit dem folgenden Ratschlag: Wer ehrlich etwas über Amerika und die Welt lernen wolle, solle schwarzen Frauen zuhören – denn anders als alle anderen könnten diese es sich nicht leisten, falsch zu liegen. In den Jahren 2021, 2022, 2023 und 2024 moderierte Trevor Noah die Grammy Awards.
Noah spricht sieben Sprachen: Englisch, Afrikaans, Zulu, Xhosa, Tswana, Tsonga und Deutsch.

## Auszeichnungen
2017 erhielt Noah einen MTV Movie & TV Award als bester Gastgeber und einen Emmy für die Rubrik Between The Scenes in der Daily Show. Seine Autobiografie Farbenblind (Originaltitel: englisch Born a Crime: Stories from a South African Childhood) wurde 2017 mit dem Thurber Prize for American Humor ausgezeichnet. 2023 erhielt er den Erasmuspreis. 2024 erhielt er einen Emmy für die Daily Show. Diese hatte er zu diesem Zeitpunkt zwar über ein Jahr nicht mehr moderiert, aufgrund des Streiks der Autoren und Schauspieler war die Verleihung jedoch vom Sommer 2023 auf Jahresanfang 2024 verschoben worden.

## Kritik
Als Frankreich 2018 die Fußballweltmeisterschaft gewann, behauptete Noah, dass „Afrika die Weltmeisterschaft gewonnen hat“, weil die französische Mannschaft überwiegend aus dunkelhäutigen Spielern bestand, die jedoch alle französische Staatsbürger waren. Dies löste in Europa Empörung aus, da Noah damit die rassistische Auffassung zu unterstützen schien, dass nur weiße Menschen Franzosen sein können. Nach Noahs Äußerungen veröffentlichten viele Spieler der französischen Nationalmannschaft, wie z. B. Benjamin Mendy, auf ihren sozialen Medien Beiträge, dass sie sich als Franzosen betrachten und stolz darauf sind, es zu sein. Der französische Basketballspieler Nicolas Batum, der selbst afrikanische Wurzeln hat, sagte: „Für alle, die sagen ‚Glückwunsch an Afrika für die WM‘, lasst euch mal untersuchen. Ich würde gerne noch viel Schlimmeres sagen, aber hier könnten Kinder mitlesen.“ Auch Gérard Araud, der zu jener Zeit französischer Botschafter in den Vereinigten Staaten war, schrieb einen öffentlichen Brief an Noah, in dem er betonte, dass die französische Republik keine Unterschiede zwischen ihren Staatsbürgern in Bezug auf ihre Herkunft oder Hautfarbe mache; die Spieler seien somit keine Afrikaner, sondern allesamt Franzosen.
2022 wurde Noah von der gemeinnützigen Medienaufsicht Fairness & Accuracy in Reporting (FAIR) kritisiert, weil er in der Daily Show chinesische Investitionen in afrikanische Infrastrukturprojekte mit Kolonialismus verglichen hatte. FAIR kritisierte, dass Noah unwahre Behauptungen über bereits widerlegte „chinesische Schuldenfallen“ verbreite und politische Vorwürfe zu legitimieren versuche, die keine Basis in der Realität haben, während er durch das Format der Sendung gleichzeitig glaubhafte Abstreitbarkeit wahre. FAIR warf Noah vor, dass der Vergleich zwischen chinesischen Investitionen in Infrastrukturprojekte, die generell das Allgemeinwohl förderten, und den Dutzenden Millionen Menschen, die durch den Kolonialismus getötet wurden, „nur dazu dienen kann, Ignoranz und Rassismus zu fördern“.

## Veröffentlichungen
- Born a Crime: Stories from a South African Childhood. John Murray Press, 2016, ISBN 978-0-399-58817-4.
  - dt.: Farbenblind. Blessing, München 2017, ISBN 978-3-89667-590-3.
- Into the Uncut Grass (Illustrated by Sabina Hahn). Hodder And Stoughton Ltd., 2024, ISBN 978-0593729960.

## Hörbücher
- Born a Crime: Stories from a South African Childhood (Autorenlesung), Audible Studios on Brilliance Audio, ISBN 978-1-5318-6504-7.